# Gooische Vrouwen (film)
Gooische Vrouwen is een Nederlandse speelfilm, gebaseerd op de gelijknamige dramaserie. De film ging op 10 maart 2011 in première in de Nederlandse bioscopen. De film is een van de succesvolste Nederlandse films aller tijden.

## Achtergrond
In de zomer van 2009 maakte Linda de Mol bekend dat het vijfde seizoen van Gooische Vrouwen, het laatste seizoen zou zijn van de serie, omdat zij toe was aan een nieuwe uitdaging. Ook was zij bang dat er, na Annet Malherbe, nog meer vaste actrices de serie zouden verlaten. Op 3 september 2009 maakte regisseuse Will Koopman, die eerder met De Mol samenwerkte aan de speelfilm Terug naar de kust, bekend dat er hard gewerkt werd aan een filmscript rond de personages van de serie.
Het script voor de film is geschreven door Frank Houtappels, die eerder de scripts schreef voor Ellis in Glamourland, Ja zuster, nee zuster en 't Schaep met de 5 pooten. Het idee was om de film een heel andere vorm te geven dan de serie, om te zorgen dat de film meer werd dan een dubbele televisieaflevering. Koopman verwachtte rond mei of juni 2010 te kunnen starten met de opnamen, waarna de film eind 2010 in de bioscoop zou kunnen draaien.
Er waren onderhandelingen met actrice Annet Malherbe, die tot en met seizoen 3 de rol van Willemijn vertolkte, om ook mee te spelen in de film, dit ging echter niet door omdat de schrijver geen passend verhaal met Willemijn én Roelien kon verzinnen.

## Aantallen
Op de dag van de release van de film kwamen er meer dan 100.000 bezoekers. De film brak daarmee een record. Het record stond eerst op 6 dagen door New Kids Turbo. Ook trok de film op de openingsdatum 37.000 bezoekers, dat was ook een record. Daarvoor stond Komt een vrouw bij de dokter met bijna 33.000 bezoekers op nummer 1.
Op 18 maart 2011 brak Gooische Vrouwen een record door binnen 8 dagen na de première 400.000 bezoekers te trekken. Hiermee had de film een Platina Film. Op 1 april 2011 brak de film wederom een record door binnen 23 dagen een miljoen bezoekers te trekken. Hiermee kreeg de film de status van Diamanten Film.
Op 21 september 2011 kwam de film uit op dvd, maar een dag daarvoor was hij al 100.000 keer verkocht. Dit betekent dat de dvd al platina was voordat hij in de winkel lag.
Op 5 januari 2013 was de tv-première op RTL 4, om 20.00 uur. De film trok toen 1.690.000 kijkers.

## Verhaal
In het Gooi verlopen de levens van de vier vriendinnen allesbehalve soepel. Cheryls man Martin gaat vreemd. Hij bespreekt zijn probleem met een psychiater: zijn penis heeft een eigen wil, en hij kan daar geen weerstand aan bieden. Voor Claire is het een grote schok dat dochter Merel met haar gezin voor drie jaar naar Burkina Faso gaat. Ze maakt zich zorgen over haar kleinzoon, en zal hem missen. Ze gaat hertrouwen, maar ziet er op het laatste moment van af. Roelien is erg begaan met het milieu. Ze protesteert tegen het omhakken van een grote oude boom. Bij vrijwilligerswerk slaat ze een bejaarde vrouw, en laat haar alleen achter op de hei. Anouk krijgt schilderijen van een schilder die op haar valt. Ze houdt hem af, maar haar dochter Vlinder noemt haar toch een slet. Anouk geeft Vlinder een klap, waarna Vlinder besluit bij haar vader te gaan wonen. Anouk claimt op een tentoonstelling dat de schilderijen door haar geschilderd zijn, waardoor ze ten onrechte geprezen wordt. De fraude komt uit.
De vrouwen gaan in Parijs een cursus volgen, gericht op hun innerlijk. Ze stoppen ermee als blijkt dat bij een onderdeel de deelnemers zich uit moeten kleden. Ze gaan winkelen, samen met hun homoseksuele vriend Yari. Vervolgens gaan ze snel terug naar Nederland als blijkt dat Vlinder voor het eerst ongesteld is. Ook willen Cheryl en Martin het dringend goedmaken, onder andere omdat Martin optreedt met een liedje over hun liefde en nu hypocriet gevonden wordt.

## Soundtrack
In de officiële trailer zijn twee liedjes te horen, namelijk Begging van Madcon, en Une belle histoire van Michel Fugain en Caterina Caselli. De liedjes staan ook op de officiële filmsoundtrack. Ook heeft Alain Clark een nieuw nummer speciaal voor de film gemaakt getiteld Foxy lady. De soundtrack werd op 4 maart 2011 uitgebracht en kwam op 12 maart 2011 op nummer 9 binnen in de Nederlandse Album Top 100.

### Hitnotering

#### NederlandseAlbum Top 100
| Hitnotering: 12-03-2011 t/m 04-06-2011 | Hitnotering: 12-03-2011 t/m 04-06-2011 | Hitnotering: 12-03-2011 t/m 04-06-2011 | Hitnotering: 12-03-2011 t/m 04-06-2011 | Hitnotering: 12-03-2011 t/m 04-06-2011 | Hitnotering: 12-03-2011 t/m 04-06-2011 | Hitnotering: 12-03-2011 t/m 04-06-2011 | Hitnotering: 12-03-2011 t/m 04-06-2011 | Hitnotering: 12-03-2011 t/m 04-06-2011 | Hitnotering: 12-03-2011 t/m 04-06-2011 | Hitnotering: 12-03-2011 t/m 04-06-2011 | Hitnotering: 12-03-2011 t/m 04-06-2011 | Hitnotering: 12-03-2011 t/m 04-06-2011 | Hitnotering: 12-03-2011 t/m 04-06-2011 | Hitnotering: 12-03-2011 t/m 04-06-2011 |
| Week:                                  | 1                                      | 2                                      | 3                                      | 4                                      | 5                                      | 6                                      | 7                                      | 8                                      | 9                                      | 10                                     | 11                                     | 12                                     | 13                                     |                                        |
| -------------------------------------- | -------------------------------------- | -------------------------------------- | -------------------------------------- | -------------------------------------- | -------------------------------------- | -------------------------------------- | -------------------------------------- | -------------------------------------- | -------------------------------------- | -------------------------------------- | -------------------------------------- | -------------------------------------- | -------------------------------------- | -------------------------------------- |
| Positie:                               | 9                                      | 7                                      | 7                                      | 13                                     | 14                                     | 22                                     | 24                                     | 29                                     | 21                                     | 27                                     | 61                                     | 78                                     | 88                                     | uit                                    |